# Alan Hazeltine
Louis Alan Hazeltine (* 7. August 1886 in Morristown (New Jersey); † 24. Mai 1964 in Maplewood (New Jersey)) war ein US-amerikanischer Elektroniker. 

## Leben
Er studierte am Stevens Institute of Technology, wo er 1906 seinen Abschluss in Maschinenbau erwarb. Nach einer einjährigen Beschäftigung in einer Testabteilung bei General Electric in Schenectady begann er bei Stevens Elektrotechnik zu unterrichten und wurde 1917 ordentlicher Professor und Leiter der Abteilung für Elektrotechnik. Angeregt durch eine frühe Veröffentlichung Edwin Howard Armstrongs begann er seine Forschung zu Röhren-Schaltungen und stellte mathematische Analysen auf.
Er wurde aktives Mitglied des Radio Club of America und Institute of Radio Engineers, bei dem er 1921 zum Fellow und 1936 zum Präsidenten erwählt wurde. 
Nachdem man bei der United States Navy im Verlauf des Ersten Weltkriegs die Vorteile einer drahtloser Sprachübertragung erkannt hatte, wurde Hazeltine 1918 Radio-Berater am Washington Navy Shipyard, dessen technischer Leiter sein früherer Student L.C.F. Horle war. Für Zerstörer entwickelte er den Empfänger SE 1420. Da für Marine-Funkgeräte seinerzeit das Bureau of Steam Engineering zuständig war, trugen die Geräte das Präfix SE.
Wieder am Stevens Institute entwickelte er 1922, zur Neutralisierung der grid-to-plate capacitative coupling (internen kapazitiven Kopplung) in Verstärkern mit großem Verstärkungsfaktor den Geradeausempfänger Neutrodyne mit De-Forrest-Trioden, der ab dem folgenden Jahr angeboten wurde. Der Student Harold Alden Wheeler, der in der gleichen Richtung geforscht hatte, war ab 1922 sein Mitarbeiter am Institut. 
Um das Neutrodyne für Konsumenten verfügbar zu machen, patentierte er es und vergab Lizenzen an kleine Hersteller. 1924 gründete er mit Investoren in Hoboken, nahe dem Institut, die Patentierungsfirma Hazeltine Corporation, der er die Patente verkaufte und die die Lizenzen verwaltete. Sein erster Mitarbeiter wurde hier Wheeler, der Zubehör wie AGC und IFF entwickelte. RCA, die ihr Monopol gebrochen sahen und ein Stück vom Kuchen abhaben wollten, strengten einen Prozess an, den sie aber erst 1927 gewannen. Bis dahin waren rund 10 Mio. Neutrodyne verkauft. Die 1926–1928 etablierten, verbesserten Röhren mit Schirmgitter machten das Neutrodyne obsolet. Seit 1924 war er Fellow der American Physical Society.
Von 1925 bis 1933 ließ er sich am Institut beurlauben, wobei er zuletzt zwei Jahre in Frankreich Mathematik und Kunstgeschichte studierte. Danach wirkte er am Stevens bis 1944 als Professor für mathematische Physik. Daneben beriet er die Regierung zu Rundfunk-Bestimmungen. In den letzten Kriegsjahren diente er wieder als Berater des Office of Scientific Research and Development. 
Nach dem Krieg widmete er sich der Verbesserung des NTSC-Tv-Systems und ab 1958 mit seiner Firma und Leonard R. Kahn dem  digitalen Stereo-AM-Rundfunk. 
Die Hazeltine Corporation wurde 1986 von der Emerson Electric Company akquiriert und 2007 von der BAE Systems Inc. erworben. 